# 黯眼蛺蝶
黯眼蛺蝶（学名：Junonia iphita），又名黑擬蛺蝶、鉤翅眼蛺蝶，为蛺蝶科眼蛺蝶屬下的一个种。

## 描述

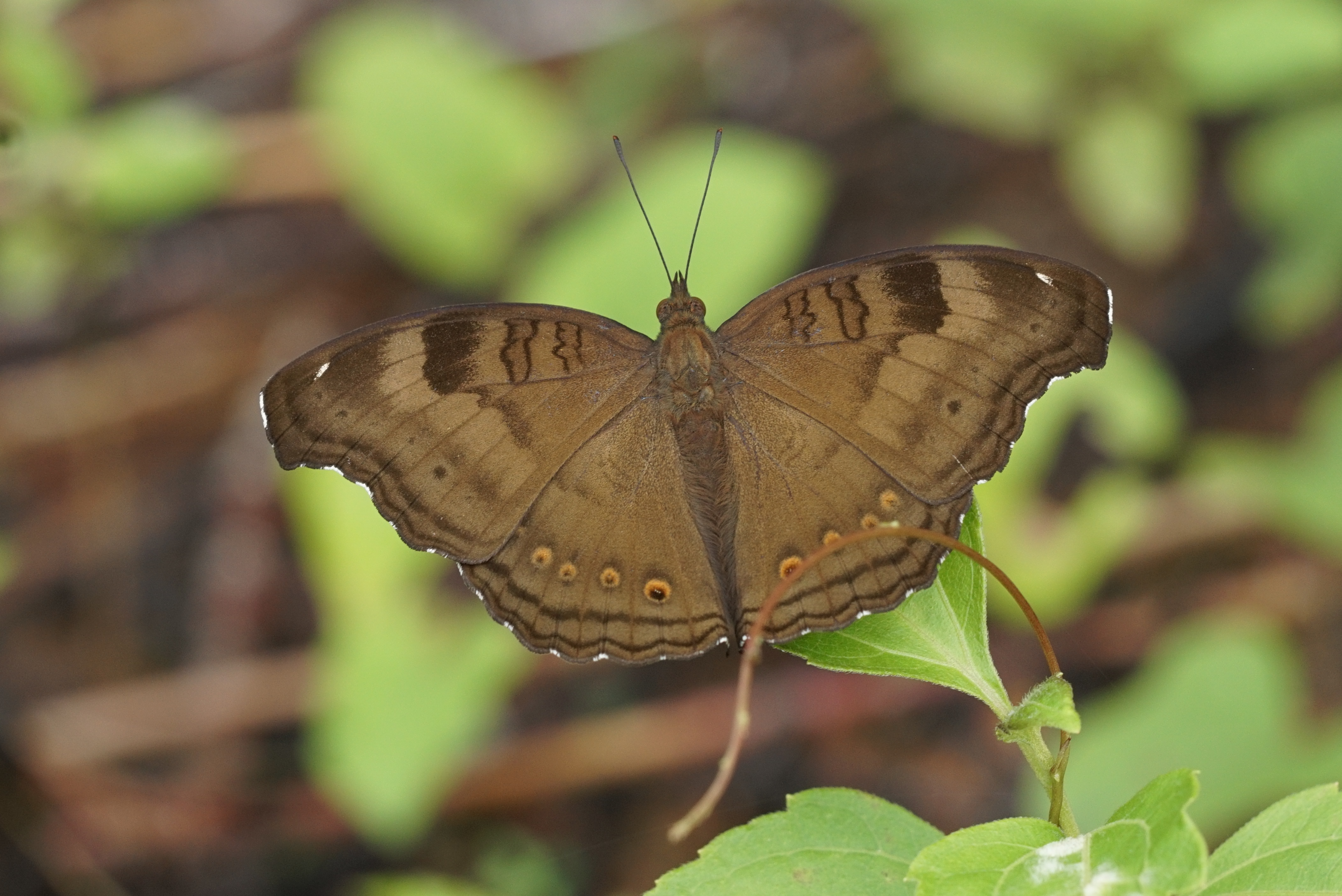

中型蛺蝶，雌雄外觀差異不明顯。頭部與口器褐色，下唇鬚前伸亦為褐色。觸角背面黑褐，腹面帶白紋，末端略膨大、內側裸露。胸部背側黑褐，腹側褐色；腹部背面黑褐、腹面灰白。足為褐色，雄蝶前足跗節癒合、刺狀，雌蝶則分節、有刺。
前翅長28-35 mm，外型近三角形，前緣弧形微凸，外緣於M1脈末端突出，後緣直；後翅寬大，臀區及1A+2A脈末端突出，外緣波狀。翅背面底色暗褐或褐色，內側較深，翅面具三道暗黃褐曲帶，前翅中室內有兩道鏤空紋，後翅中央偏外側有一列眼狀小斑，前翅也有模糊眼紋列。
翅腹面底色較淺，偶泛藍紫色，具多道深色帶紋與暗色直線，前翅基部有三道短條，R4室近R4與R5脈交會處有黃白色小紋。亞外緣有暗色波狀線，翅面散佈灰白色鱗片，乾季時較明顯。緣毛白或暗褐色。

## 分佈
除菲律賓外，廣泛分佈於東洋區，並見於小巽他群島西部。  
臺灣分布於本島低至中海拔地區。

## 棲地
主要棲息於常綠闊葉林，一年可繁殖多代，全年皆可見成蝶活動，成蟲常低飛近地面，會訪花；幼蟲以爵床科的植物為食。
種類包括臺灣馬藍、蘭崁馬藍、曲莖馬藍、長穗馬藍、大安水蓑衣及易生木等。

## 圖庫

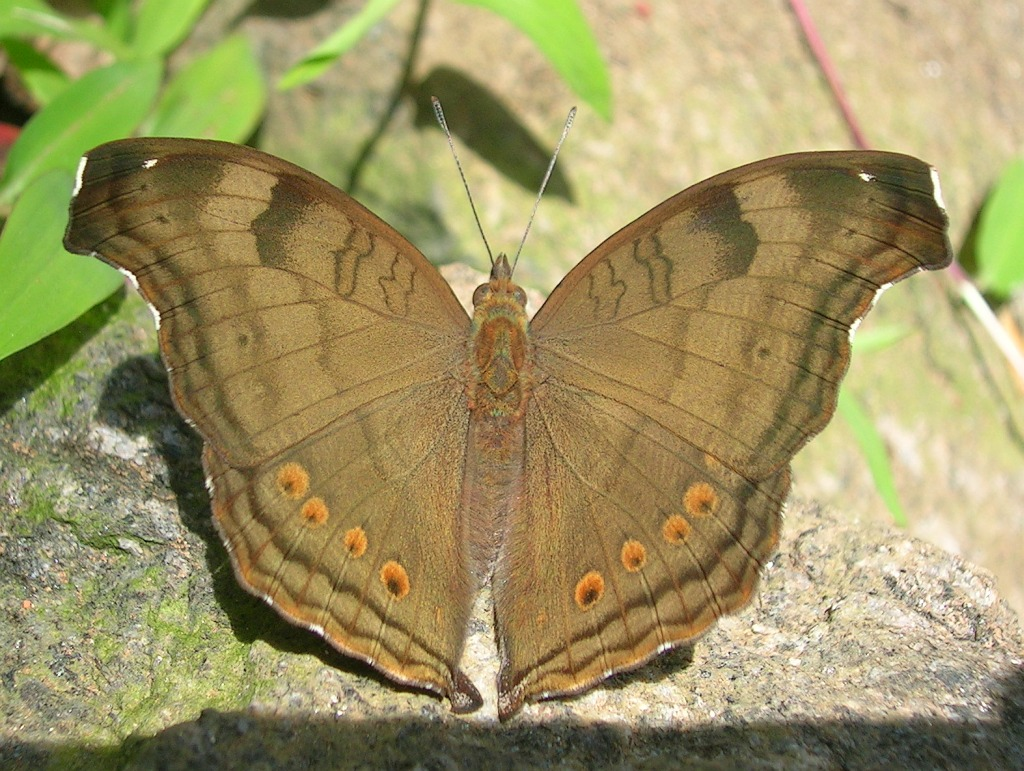
頂面
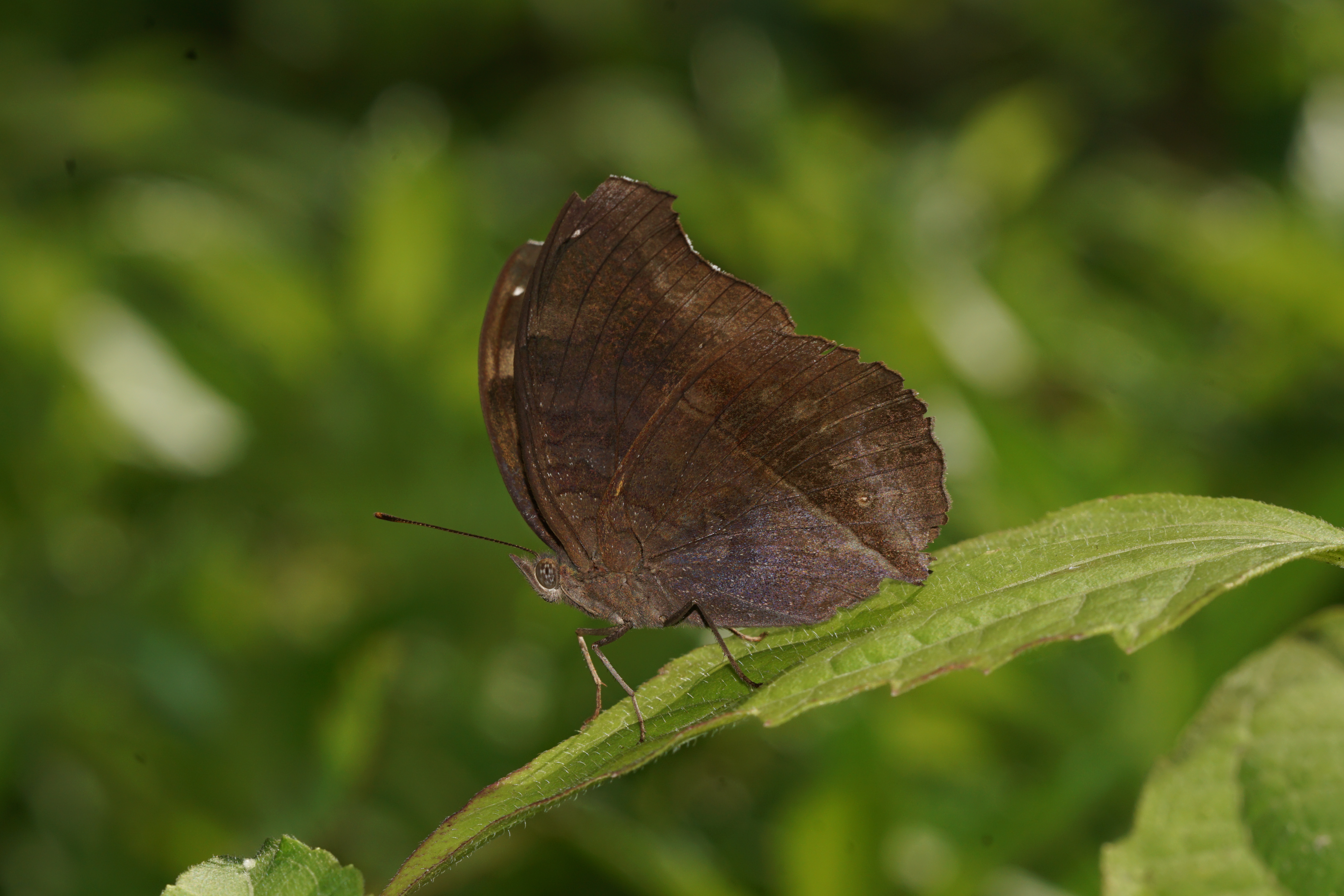
底面
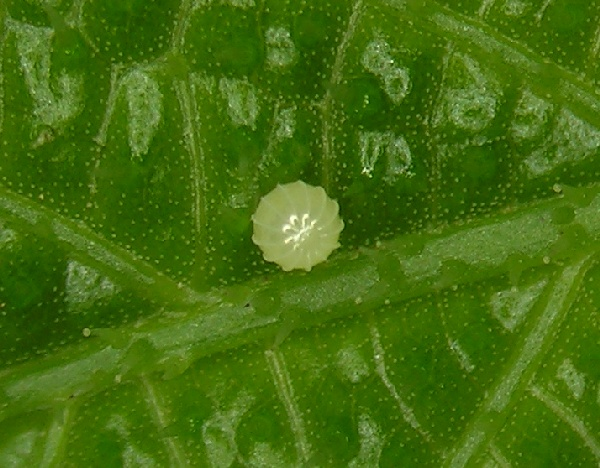
卵
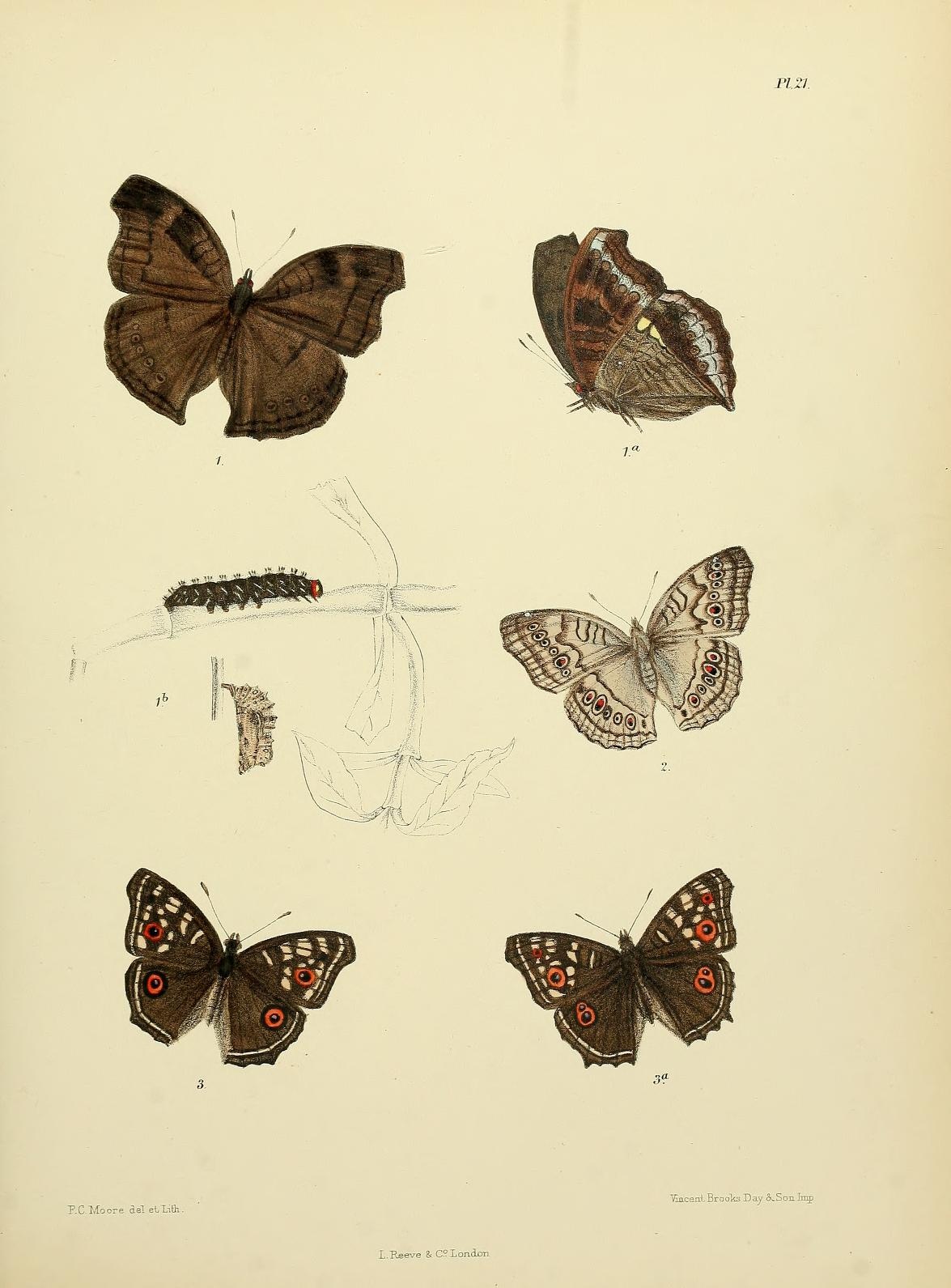
出自弗雷德里克·摩爾所著《錫蘭的鱗翅目昆蟲》（The Lepidoptera of Ceylon）的圖版，描繪了成蟲、幼蟲和蛹。
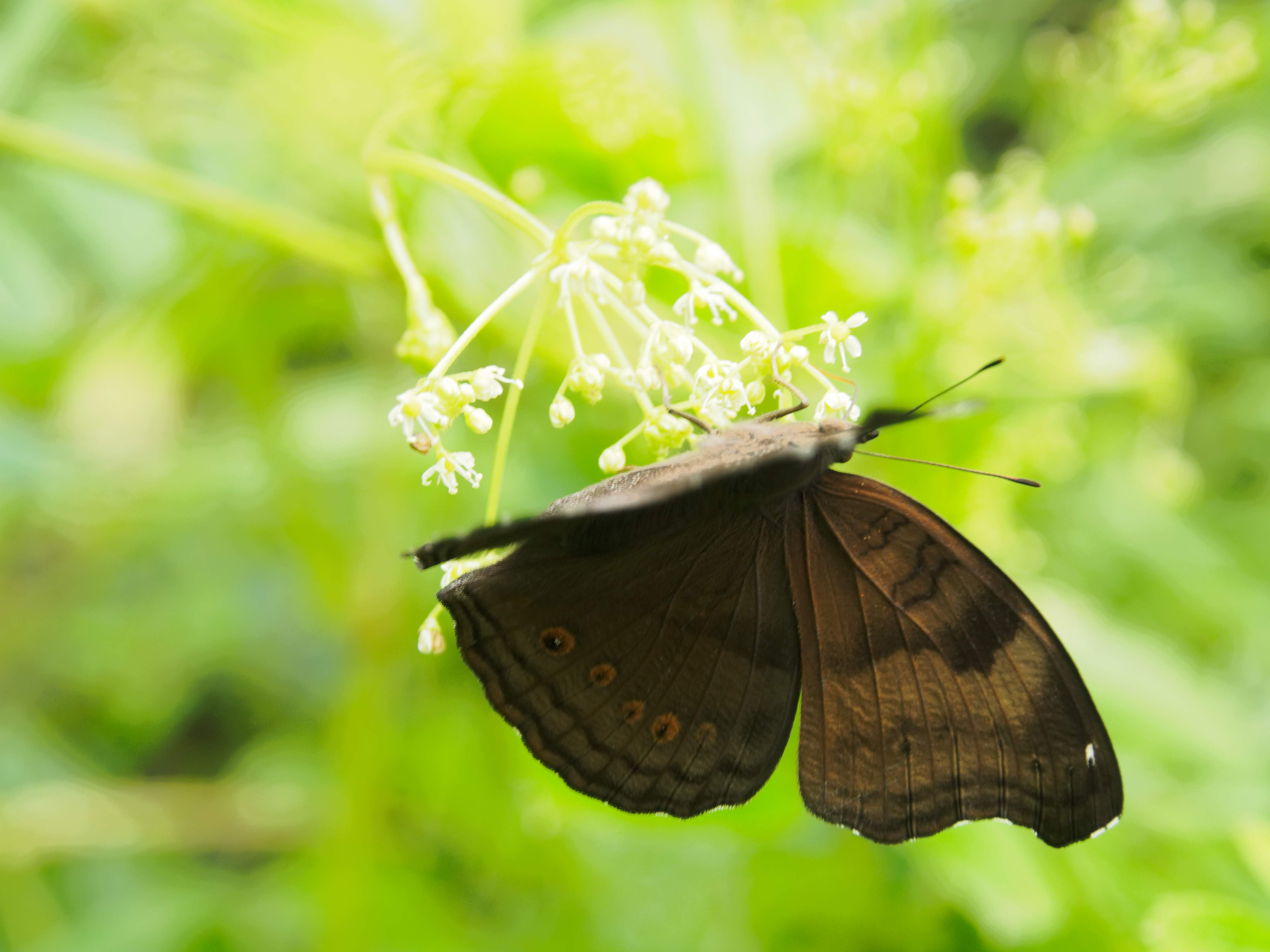
Chocolate Pansy, 馬哈拉施特拉邦